# Бурбонские розы

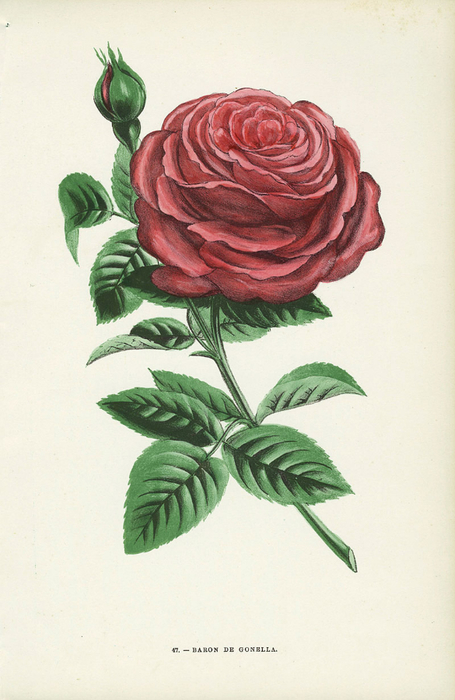
Rosa 'Baron J.B. Gonella'
Ботаническая иллюстрация, Jamain Rose Prints, 1873 г.

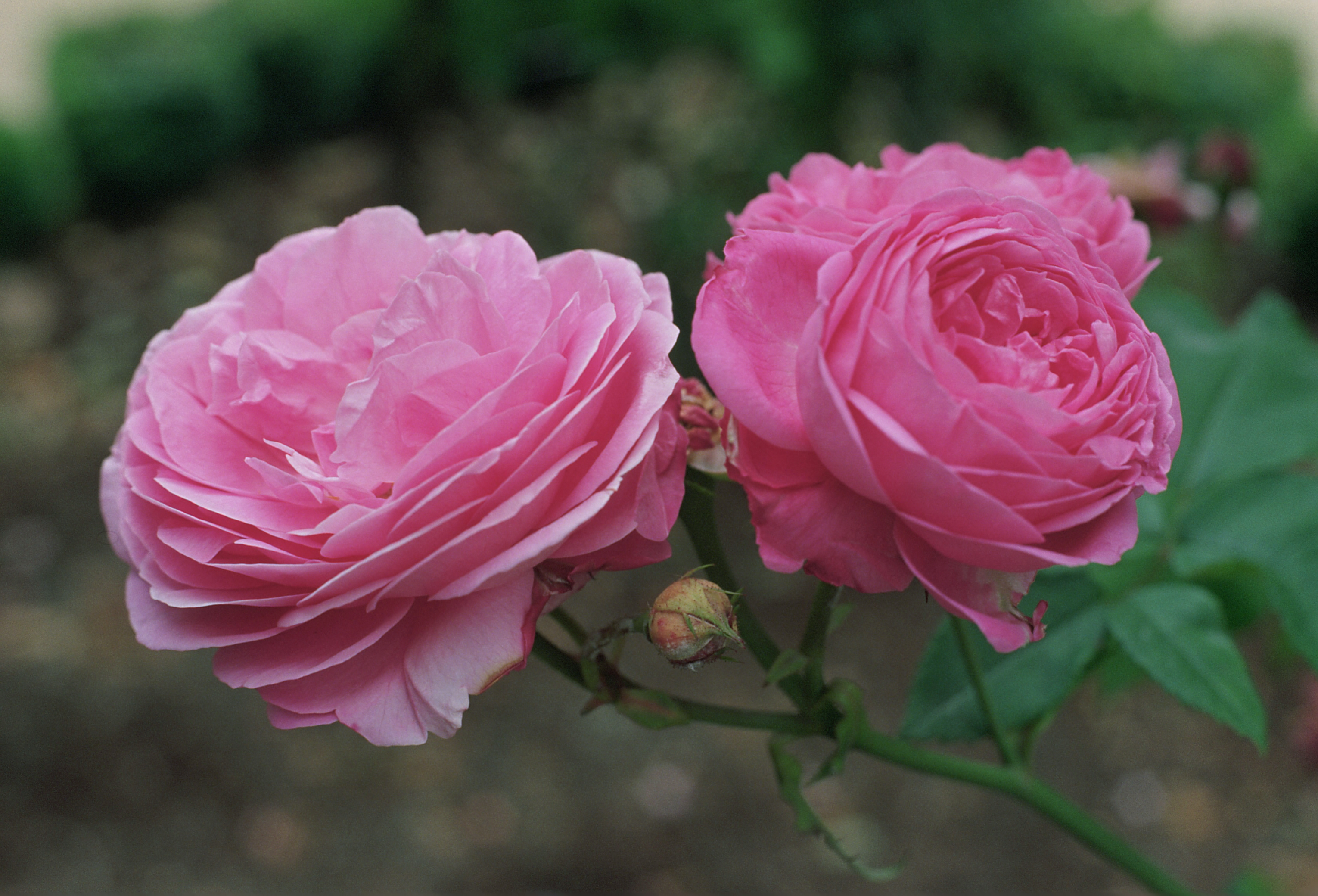
Rosa 'Louise Odier' Марготтен, 1851 г.

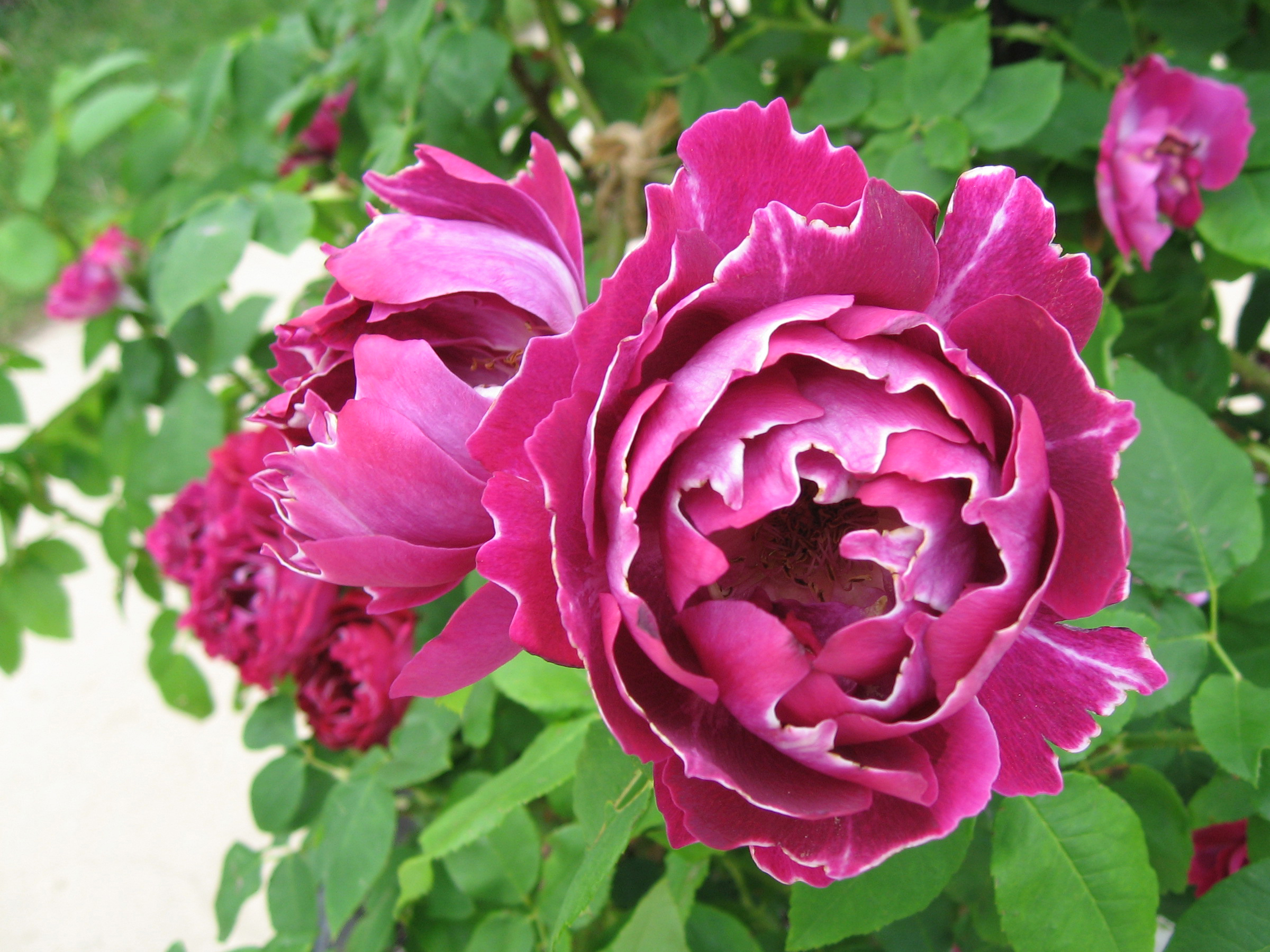
'Baron Girod de l’Ain' Reverchon, 1897 г.

Бурбонские розы (Bourbon & Climbing Bourbon (B & Cl B) — Розы Бурбонские и их клаймеры (Б)) — отдельный класс сортов в современной международной классификации роз, входит в группу Old Garden Rose — Старые садовые розы.

## История и происхождение
Исходная форма найдена в 1817 г. на острове Борбон (первоначальное название острова Реюньон) в  Индийском океане, предположительно является гибридом между Rosa chinensis и Rosa damascene semperflorens. На соседнем острове Маврикий, эта форма стала известна, как 'Rose Edouard'. В 1819 году семена этой розы были посланы во Францию. Предполагается, что один из сеянцев был назван 'Le Rosier de l'Île Bourbon'. В дальнейшем, при скрещивании полученных сеянцев с европейскими сортами был получен ряд сортов составивших класс Бурбонские розы. Центром разведения этих сортов была Франция. Пик популярности бурбонских роз пришёлся на середину XIX века.
Бурбонские розы были использованы в работах по гибридизации при выведении новых сортов чайных и ремонтантных роз.

## Биологическое описание
Кусты до 1,5 - 2 м высоты с толстыми прямыми или дугообразными побегами.
Цветки белые, розовые, красные, пурпурные, округло-чашевидные, крупные (8—10 см), махровые, душистые, большей частью в соцветиях.
Листья относительно крупные.
Повторное цветение выражено слабо.
Плетистые формы обозначаются сокращением Cl. (от английского climbing).

## В культуре
В средней полосе России без укрытия обмерзают до земли. Значительно поражаются грибными болезнями. Несколько сходны с ремонтантными розами. В культуре распространены слабо, так как почти полностью утратили своё значение с появлением современных сортов.

## Некоторые сорта
- 'Baron J.B. Gonella'
- 'Baron Girod de l’Ain'
- 'Reine Victoria'
- 'Louise Odier'
- 'Georges Cuvier'
- 'Great Western'
- 'Madame Ernst Calvat'
- 'Madame Isaac Pereire'
- 'Madame Pierre Oger'
- 'Parkzierde'
- 'Fundrose Gerda Nissen'
- 'Griseldis'
- 'Rose Edouard'
- 'Vivid'